# Bicellaria collini
Bicellaria collini är en tvåvingeart som beskrevs av Risto Kalevi Tuomikoski 1955. Bicellaria collini ingår i släktet Bicellaria och familjen puckeldansflugor. Inga underarter finns listade i Catalogue of Life.